# Hyperparatyreos
Hyperparatyreos betecknar ett tillstånd där man av olika anledningar har för hög nivå av bisköldkörtelhormon, paratyreoideahormon (PTH), i blodet på grund av överproduktion i bisköldkörtlarna, paratyreoidea. PTH reglerar nivån av kalcium och fosfat i blodet. 
Förhöjd PTH sekretion kan bero på direkta störningar i paratyreoidea och kallas då primär hyperparathyreoidism vilket leder till hyperkalcemi. Hyperparatyreoidism kan också uppkomma som ett svar på låga kalciumnivåer, vilket ses vid D-vitaminbrist eller njurinsufficiens, och kallas då sekundär hyperparatyreos. Oavsett bakgrund till sjukdomen kan de förhöjda nivåerna av PTH leda till bennedbrytning och kan kräva behandling. Litium-behandling är associerat med en ökad risk för hyperparatyreoidism.

## Klassificering

### Primär
Primär hyperparatyreos beror på en överproduktion av PTH i själva bisköldkörtlarna. Detta kan bero på hyperplasi, adenom eller i ovanligare fall karcinom i paratyreoidea.

### Sekundär
Sekundär hyperparatyreos är en fysiologisk reaktion på låga nivåer kalcium i blodet, till exempel på grund av kronisk njursvikt. 

### Tertiär
Tertiär hyperparatyreos kan uppstå efter långvarig sekundär dito. Tertiär hyperparatyreos orsakas av hyperplasi och okänslighet för blodet kalciumnivåer vilket ger en autonom överproduktion av PTH. Ses vanligtvis hos patienter med kronisk njursvikt.

## Symtom och tecken
Vissa patienter är asymtomatiska vid diagnostillfället, men bland de patienter som har symtom domineras de av tecken på hyperkalcemi. Kalcium är en vital komponent i transsynaptisk signalering i nervsystemet och hyperkalcemi manifesteras därför i neurologiska symtom. 
Sjukdomar i bisköldkörtlarna, paratyreoidea tillhör de endokrina sjukdomarna. Människan har fyra bisköldkörtlar, som sitter i halsen, runt sköldkörteln och deras funktion är att reglera kalkhalten i blodet.

### Fotnoter
1. ↑  Inga-Lena Nilsson "Internetmedicin" Arkiverad 1 november 2011 hämtat från the Wayback Machine.